# (8676) Lully
(8676) Lully est un astéroïde de la ceinture principale.

## Description
(8676) Lully est un astéroïde de la ceinture principale. Il fut découvert par Eric Walter Elst le 2 février 1992 à l'ESO. Il présente une orbite caractérisée par un demi-grand axe de 3,04 UA, une excentricité de 0,137 et une inclinaison de 3,43° par rapport à l'écliptique.
Il fut nommé en hommage au compositeur franco-italien Jean-Baptiste Lully (1632-1687).